# Bayanlig
Bayanlig (tiếng Mông Cổ: Баянлиг) là một sum của tỉnh Bayankhongor ở miền nam Mông Cổ. Vào năm 2006, dân số của sum là 3.316 người.

## Địa lý
Sum có diện tích khoảng 11.918 km2. Trung tâm sum, Khatansuudal, nằm cách tỉnh lỵ Bayankhongor 224 km và thủ đô Ulaanbaatar 711 km.
Khoáng sản bao gồm vàng, đồng, đá cẩm thạch, đá vôi.

### Khí hậu
Bayanlig có khí hậu bán khô hạn. Nhiệt độ trung bình hàng năm ở khu vực này là 8 °C. Tháng ấm nhất là tháng 7, khi nhiệt độ trung bình là 30 °C và lạnh nhất là tháng 1, với -16 °C. Lượng mưa trung bình hàng năm là 135 mm. Tháng ẩm ướt nhất là tháng 6, với lượng mưa trung bình là 36 mm, và khô nhất là tháng 1, với 1 mm.

## Kinh tế
Sum có một trường học, bệnh viện, trung tâm thương mại và nhà văn hóa.